# Sankt Lukas Sogn (Aarhus)
 For alternative betydninger, se Sankt Lukas Sogn. (Se også artikler, som begynder med Sankt Lukas Sogn)
Sankt Lukas Sogn er et sogn i Aarhus under Århus Domprovsti (Århus Stift).
Inden Sankt Lukas Kirke blev indviet i 1926, var Sankt Lukas Sogn i 1923 udskilt fra Sankt Pauls Sogn, der lå i Aarhus købstad, som geografisk hørte til Hasle Herred i Aarhus Amt. Ved kommunalreformen i 1970 blev Aarhus købstad kernen i Aarhus Kommune.
Da Langenæs Kirke blev indviet i 1966, blev Langenæs Sogn udskilt fra Sankt Lukas Sogn. 